# Frank-Arno Richter

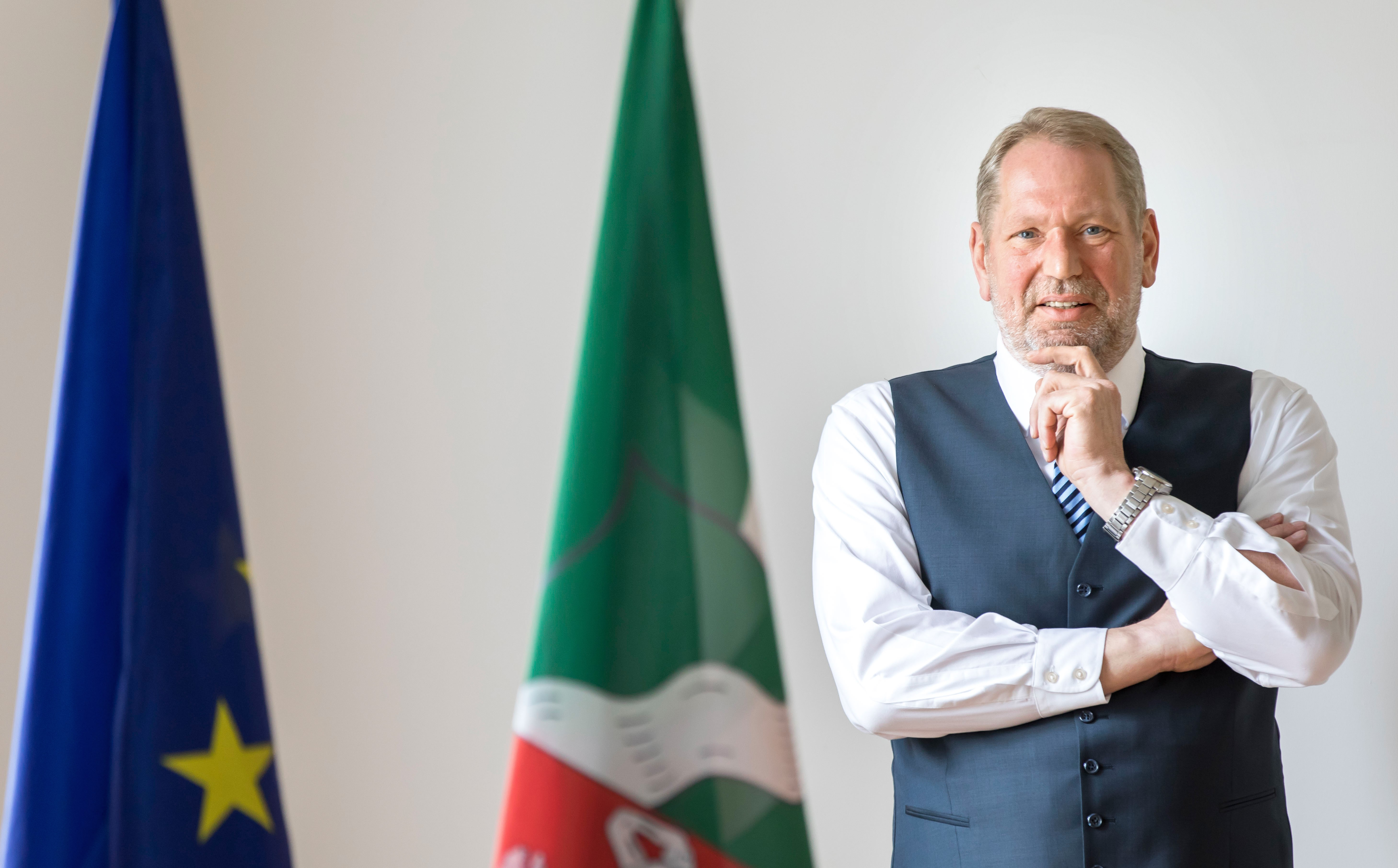
Frank-Arno Richter, 2021

Frank-Arno Richter (* 1959 in Essen) ist ein deutscher Polizeibeamter im Ruhestand. Er war Polizist und Polizeipräsident in Nordrhein-Westfalen.

## Beruflicher Werdegang
Richter begann 1976 seine polizeiliche Laufbahn bei der Polizei Nordrhein-Westfalen. Nach seiner Ausbildung durchlief er unterschiedliche dienstliche Stationen (u. a. Wach- und Wechseldienst, Personenschutz, geschlossene Einsatzeinheit) im damaligen Polizeipräsidium Mülheim an der Ruhr. Während dieser Zeit engagierte er sich in der Gewerkschaft der Polizei (GdP) und als Personalvertreter auf unterschiedlichen Ebenen.
In den Jahren 1990 bis 1993 unterstützte er den Aufbau freier gewerkschaftlicher Arbeitnehmerstrukturen und Personalvertretungen in der Polizei Brandenburg und der Polizei Mecklenburg-Vorpommern.
Im Jahre 1999 wurde er Mitglied im Geschäftsführenden Landesvorstand der GdP und unter anderem zuständig für die Bildungsarbeit und das Landespersonalvertretungsrecht NRW. Im Jahr 2004 war er Mitautor der Kommentierung zum Landespersonalvertretungsgesetzes/NRW.
Im Jahre 2000 wurde er in den Geschäftsführenden Bundesvorstand der GdP gewählt, dem er ab 2010 als stellvertretender Bundesvorsitzender bis 2013 angehörte. Von 2005 bis 2012 war er Landesvorsitzender der GdP in Nordrhein-Westfalen.
Auf internationaler Ebene gehörte er ab 2010 dem Exekutivkomitee von EuroCOP, einem europäischen Verbund von Polizeigewerkschaften an. Von 2011 bis zu seinem Ausscheiden im Jahre 2013 nahm er die Funktion des Vizepräsidenten wahr.
Im September 2012 entschied die nordrhein-westfälische Landesregierung auf Vorschlag von Innenminister Ralf Jäger, Frank Richter zum Polizeipräsidenten in Hagen zu ernennen. Richter trat im November 2012 sein Amt an.
Ab 2015 wurde Richter Polizeipräsident in Essen/Mülheim an der Ruhr. Er war gemeinsam mit rund 2200 Beschäftigten für eines der größten Polizeipräsidien in NRW und damit für die Sicherheit von über 740.000 Menschen in den Städten Essen und Mülheim an der Ruhr verantwortlich.
Im Oktober 2022 wurde Frank Richter aus gesundheitlichen Gründen in den Ruhestand versetzt.

## Dienstliche Schwerpunkte – Bekämpfung Clankriminalität
Die Ruhrmetropole Essen gilt als Hochburg der Clan-kriminalität. Frank Richter initiierte 2017 den Interbehördlichen Koordinierungskreis (IBK) zur engen Kooperation der Polizei Essen / Mülheim an der Ruhr mit anderen staatlichen Institutionen wie Kommunen, Finanz- und Zollbehörden als Sicherheitspartner. Später traten die Bundespolizei und die Bezirksregierung Düsseldorf hinzu. Ziel ist die effektive Bekämpfung von Clan-Kriminalität durch eine enge Zusammenarbeit. Das entstandene Netzwerk IBK wird mittlerweile auch in anderen Bereichen der Kriminalitätsbekämpfung eingesetzt und wurde von weiteren Behörden als Erfolgsmodell übernommen.
Im Dezember 2018 gründete er im Polizeipräsidium Essen eine eigene Abteilung zur Bekämpfung von Straftaten, die von kriminellen Mitgliedern von Großfamilien begangen werden. Die Besondere Aufbauorganisation (BAO) „Aktionsplan Clan“ ist eine auf Jahre angelegte Konzeption, die alle polizeilichen Bearbeitungsansätze zur Bekämpfung dieses Phänomens unter einem Dach bündelt und setzt sich aus Polizeibeamten aus allen Direktionen des Polizeipräsidiums Essen zusammen.
Frank Richter suchte zudem national und international den Erfahrungsaustausch mit anderen Polizeien. Besonders intensiv war dieser mit der Polizei Berlin und der schwedischen Polizei.

## Politisches und Soziales Engagement
Im Jahre 2015 gründete er den Gesprächskreis Innere Sicherheit (GIS), einen unabhängigen Kreis von namhaften Experten aus Polizeibehörden, Kommunen, Hilfsorganisationen, Wirtschaftsunternehmen, Medien sowie wissenschaftlichen Einrichtungen. Zielsetzung des Gesprächskreises war es, die aktuellen Herausforderungen der Inneren Sicherheit des Landes Nordrhein-Westfalen zu diskutieren, einer sachlichen Analyse zu unterziehen und die zentralen Problemstellungen mit Lösungsvorschlägen an die politischen Entscheidungsträger heranzutragen.
Im Dezember 2019 gründete Frank Richter den Verein „Polizist Anton“ e.V. Der Verein hat es sich zur Aufgabe gemacht, sich vor Ort für soziale Projekte in den Städten Essen und Mülheim an der Ruhr zu engagieren. Schwerpunkt ist die Unterstützung der Kinder- und Jugendarbeit in sozial benachteiligten Wohnquartieren. Des Weiteren unterstützt der Verein das Lateinamerika Hilfswerk Adveniat.
Seit über 30 Jahren unterstützt Richter unterschiedliche soziale Projekte in Südamerika, vor allem in Bolivien.

## Mitgliedschaften
- Gewerkschaft der Polizei (GdP)
- Sozialdemokratische Partei Deutschlands (SPD)
- Rot-Weiss Essen (RWE)

## Veröffentlichungen
- Neuauflage von Heiner Lichtenstein: Himmlers grüne Helfer unter der Herausgeberschaft des Polizeipräsidiums Essen als Eigendruck, 2021
- Auf Streife durchs Revier: Kriminalität im Ruhrgebiet und gesellschaftliche Folgen, herausgegeben von Bodo von Hombach, Frank Richter, Baden-Baden, Tectum Verlag 2021.
- Der Essener Weg in der Bekämpfung der Clankriminalität – Eine Betrachtung der bisherigen Maßnahmen in: Polizei Info Report 5/2021, S. 7–11.
- Clankriminalität. Grundlagen – Bekämpfungsstrategien – Perspektiven, herausgegeben von Frank Richter, Stuttgart: Boorberg 2022.
- Das Phänomen Clankriminalität als Katalysator für eine moderne Verbrechensbekämpfung, in: Die Polizei, Heft 11/2022, 133. Jahrgang, Seiten 415–454.
- Rückzug des Staats? Das Spannungsfeld zwischen staatlicher und privater Sicherheit, herausgegeben von Bodo Hombach, Frank Richter, Dorothee Dienstbühl, Tectum Verlag 2023